# Medal za Odrę, Nysę, Bałtyk
Medal za Odrę, Nysę, Bałtyk – polskie odznaczenie wojskowe.

## Historia
„Medal za Odrę, Nysę, Bałtyk” został ustanowiony dekretem Rady Ministrów z dnia 26 października 1945 roku „w celu upamiętnienia wielkich zwycięstw żołnierza polskiego, który walczył o nowe granice na Odrze i Nysie i na wybrzeżu Bałtyku, odzyskując dla Polski prastare ziemie słowiańskie na zachodzie i północy oraz nagrodzenia uczestników tych walk”. W dekrecie medal nosił nazwę: „Medal za Odrę, Nissę, Bałtyk”, z ówczesną polską nazwą rzeki Nysa Łużycka – Nissa.
W ustawie z 17 lutego 1960 o orderach i odznaczeniach medal wpisano nazwę : „Medal za Odrę, Nysę, Bałtyk” oraz określono wówczas, że stanowi nagrodę dla osób, które brały udział w walkach o granice na Odrze, Nysie i Bałtyku.
Medal był nadawany jednorazowo przez Ministra Obrony Narodowej w imieniu Krajowej Rady Narodowej:
- żołnierzom znajdującym się w okresie od marca do kwietnia 1945 roku w składzie osobowym 1 i 2 Armii Wojska Polskiego, 1 Korpusu Pancernego, jednostek lotniczych w czasie ich walk nad Odrą, Nysą Łużycką oraz na wybrzeżu Bałtyku od Gdańska do Szczecina oraz jednostek współdziałających w tym okresie z 1 i 2 Armią Wojska Polskiego
- osobom współdziałającym w tym okresie z Wojskiem Polskim, które swoimi czynami przyczyniły się do zwycięstw nad Odrą, Nysą i Bałtykiem
- obrońcom polskiego wybrzeża we wrześniu 1939 roku

Minister Obrony Narodowej przekazał przysługujące mu prawo do nadawania medalu dowódcom okręgów wojskowych, wszystkim dowódcom dywizji piechoty oraz dowódcy 1 Dywizji Kawalerii. Od 1958 roku medal nadawała Rada Państwa.
Z dniem 8 maja 1999 nadawanie Medalu uznano za zakończone zgodnie z art. 2 pkt. 1 ustawą z 16 października 1992. Przepisy wprowadzające ustawę o orderach i odznaczeniach, uchylające przepisy o tytułach honorowych oraz zmieniające niektóre ustawy.

## Opis odznaki
Odznaką Medalu za Odrę, Nysę, Bałtyk według dekretu był krążek wykonany z brązu (następnie patynowany na brązowo) o średnicy 33 mm. 
Na awersie medalu w środku umieszczono rysunek granic Polski i jej głównych rzek. Nad mapą w górnej części umieszczono wizerunek orła. Wokół medalu umieszczony był napis: ZA ODRĘ, NISSĘ, BAŁTYK. 
Na rewersie umieszczono w czterech wierszach napis: RP / ZWYCIĘZCOM / III. 1945 / IV. 1945. 
Prawdopodobnie już w 1946 roku wprowadzono drugą wersję różniącą się od tej opisanej w dekrecie i ostatecznie na awersie medalu w środkowej części umieszczono rysunek granic Polski z zaznaczeniem głównych rzek oraz oznaczeniem miast: Warszawy, Gdańska, Szczecina i Wrocławia. Nad rysunkiem umieszczono orła, w otok medalu umieszczono napis: ZA ODRĘ – NYSĘ – BAŁTYK. Rewers pozostał taki jak w dekrecie.
Wstążka medalu jest szerokości 35 mm, koloru ciemnoniebieskiego z dwoma pionowymi jasnoniebieskimi paskami po bokach o szerokości 7 mm, umieszczonymi w odległości 2 mm od brzegów wstążki.
„Medal za Odrę, Nysę, Bałtyk” zajmował w kolejności odznaczeń polskich miejsce po „Medalu za Warszawę”.

## Odznaczeni
Wg danych Biura Odznaczeń Państwowych Kancelarii Rady Państwa oraz Biura Odznaczeń Kancelarii Prezydenta RP nadano 321 975 medale do 1987 r., a później jeszcze dodatkowo 479 medali; łącznie – 322 454 medali.